# CS-200
De CS-200 (Carretera Secundaria 200) is een secundaire weg in Andorra. De weg verbindt Escaldes-Engordany via Sant Miquel d'Engolasters met het meer Estany d'Engolasters en is ongeveer 6,5 kilometer lang.